# Arcadie Septilici
Prințul Arcadie Septilici-Shakhovskoy (n. 1839, Odessa, Imperiul Rus – d. 1923) a fost căpitan implicat Războiul Ruso-Turc, nobil ruso-român dintr-o veche familie moldovenească, remarcat pentru serviciul său militar și loialitatea față de România. Tânăr a fost ofițer de ordonanță al Domnitorului Carol I. A făcut studiile în școlile militare din Rusia, bunicul său a fost Constantin Septilici, iar bunica sa prințesa Paraschiva Shakhovskoy.
Arcadie și-a început cariera militară în armata rusă, făcut studiile în școlile militare din Rusia, dar în 1863 a revenit în România, unde a fost integrat în armată cu gradul de locotenent. A devenit căpitan și a condus Escadronul din Bacău, recunoscut pentru disciplina și competența sa. A servit și ca ofițer de ordonanță al domnitorului Carol I.
Moștenitorul casei Burchi-Septilici, actualul muzeu Regina Maria.

## Biografie
Născut la Odessa într-o familie de rang înalt, bunicul, Constantin Septilici, a fost un consilier decorat de Ecaterina a II-a și Alexandru I, iar bunica sa era parte din nobilimea rusă, din dinastia princiară Șahovskoy.

## Străzi
Strada Arcadie Șeptilici, Bacau pe harta
Strada Arcadie Șeptilici, Barați, 607316, România